# Спітгамі
Спі́тгамі (ест. Spithami küla, швед. Spithamn) — село в Естонії, у волості Ляене-Ніґула повіту Ляенемаа.

## Населення
У 1944 році в селі мешкало 193 особи.
Чисельність населення на 31 грудня 2011 року становила 6 осіб.

## Географія
Спітгамі — найпівнічніший населений пункт на материковій частині волості Ноароотсі. Село лежить на березі Фінської затоки поблизу мису Пиисаспеа (Põõsaspea neem) і розташовується на відстані 44 км від Хаапсалу та 28 км на північ від Пюрксі.
Через населений пункт проходить автошлях 16128 (Туксі — Спітгамі).

## Історія
Перші згадки про село датуються 1340-ми роками.
З 1998 року для села затверджена друга офіційна назва шведською мовою — Spithamn.
До 21 жовтня 2017 року село входило до складу волості Ноароотсі.